# 粟国島

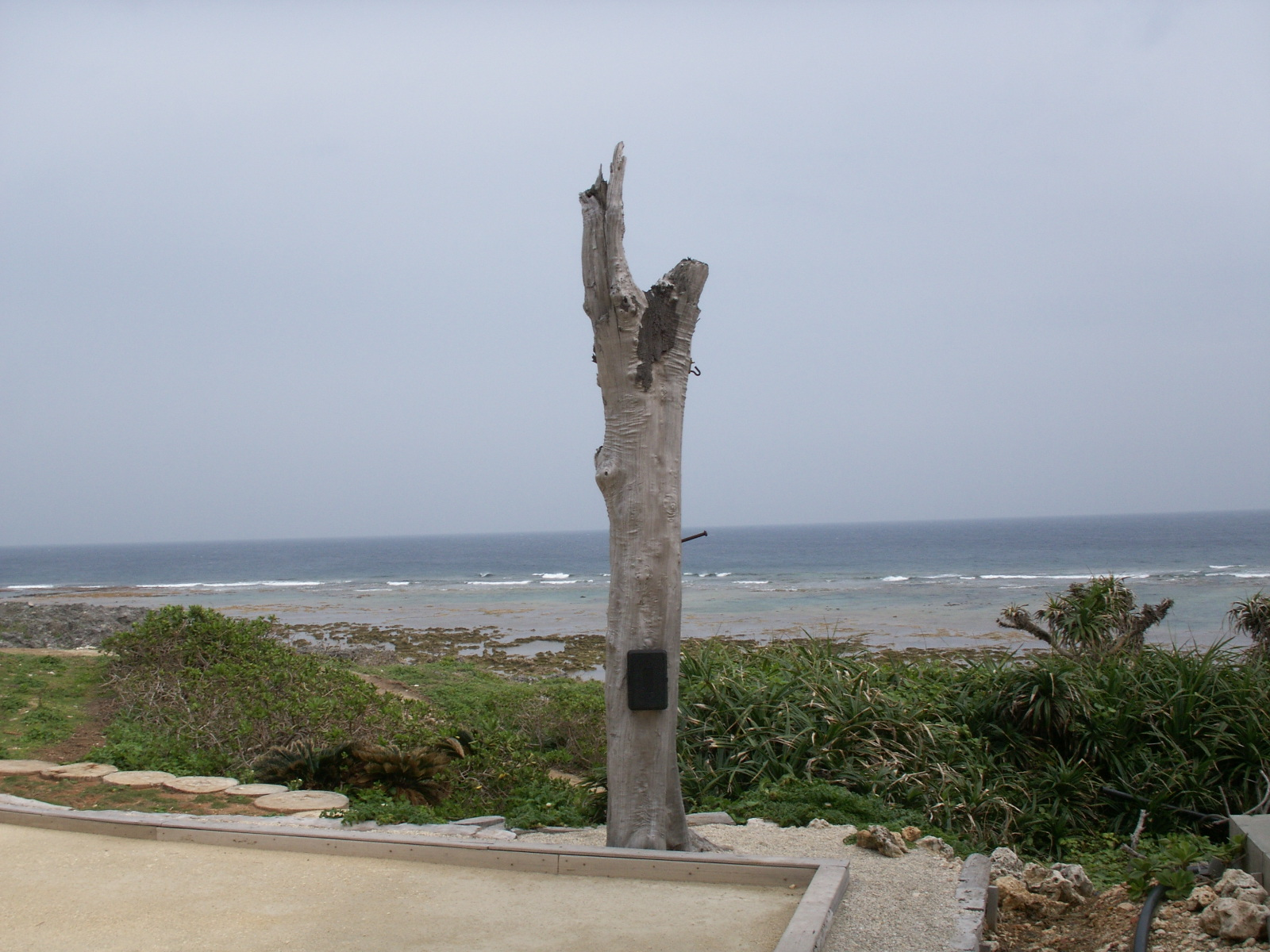
島はサンゴ礁に囲まれている

粟国島（あぐにじま）は、粟国諸島に属する島である。沖縄本島の北西にあり、フェリー航路がある那覇港と約60キロメートル離れている。
周囲に島はなく、沖縄県島尻郡粟国村の一島一村である。

## 概要
面積7.62km2、周囲12.8km。
産業は主に農業と漁業で、近年では製塩業も有名である。かつては粟の産地として知られており、粟島とも呼ばれ、名前の由来となっている。また飢饉用に植えられたソテツが多く残っており、別名「ソテツの島」ともいわれる。
島の西側の標高が高く、東側へ緩やかな傾斜となっている。西端が真鼻岬（筆ん崎）で、白色凝灰岩の断崖絶壁となる。
筆ん崎（ふでんざき）沖は流れが強いものの、4月 - 7月にかけて産卵期を控えたギンガメアジが数千匹の大群をつくるほか、ロウニンアジ、ナポレオンフィッシュなども回遊してくるため、上級者向けのダイビングポイントとして有名である。
あまり観光地として知られていないこともあり、島内はのどかで昔ながらの沖縄の町並みが残っている。

## 歴史
- 1902年：サトウキビ栽培が行われる。[5]
- 1908年：島嶼町村制施行により、粟国村として村制施行。
- 1945年：太平洋戦争末期の沖縄戦に伴いアメリカ軍が上陸し、死者90名を出したほか、建物のほとんどが戦災により消失した。
- 2002年：粟国空港の供用を開始。
- 2017年：毒蛇のハブが初めて発見される[6]（後述）。

## 交通

### 航路

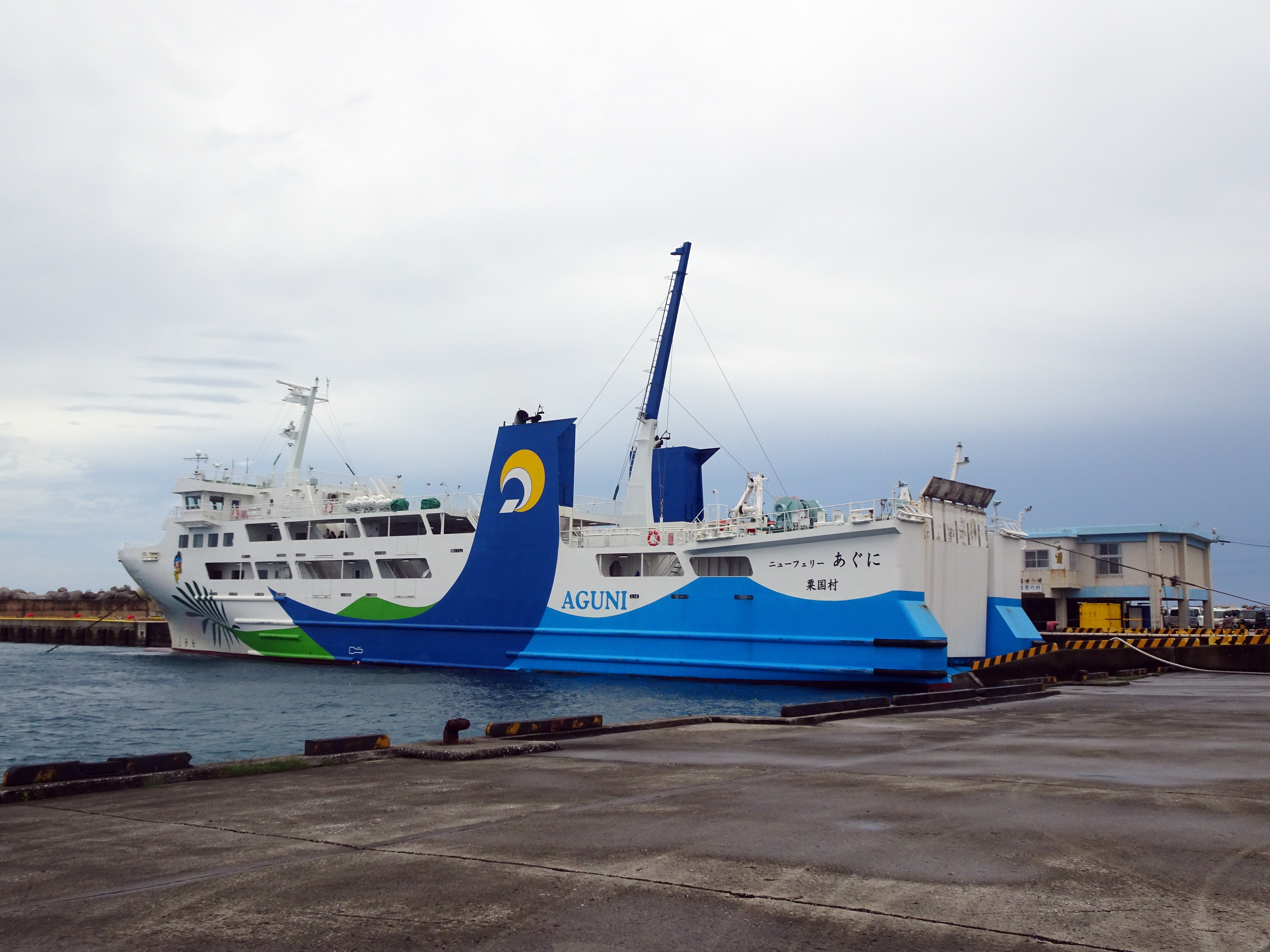
粟国港に停泊するフェリーあぐに

- 粟国港 - 那覇港泊ふ頭（粟国村営）

フェリー粟国：所要時間は2時間10分、便数は1日1往復。

### 航空路
- 第一航空が那覇空港間で運航。一時期停止していた運航は2021年7月より再開。月・水・土の週3往復（多客期増便）。所要時間は約25分、運賃は大人片道8000円[8]。
- エクセル航空がヘリタクシーをチャーター便として運航[9]。

### 島内交通
- 路線バス：村営コミュニティバス「アニー号」が島内各地と粟国港・粟国空港を結んで運行される。
- タクシー：通常のタクシーはない。村営のデマンド型乗合タクシー「りかりか号」がある。
- レンタカー、レンタサイクルがある。

## 主な観光名所

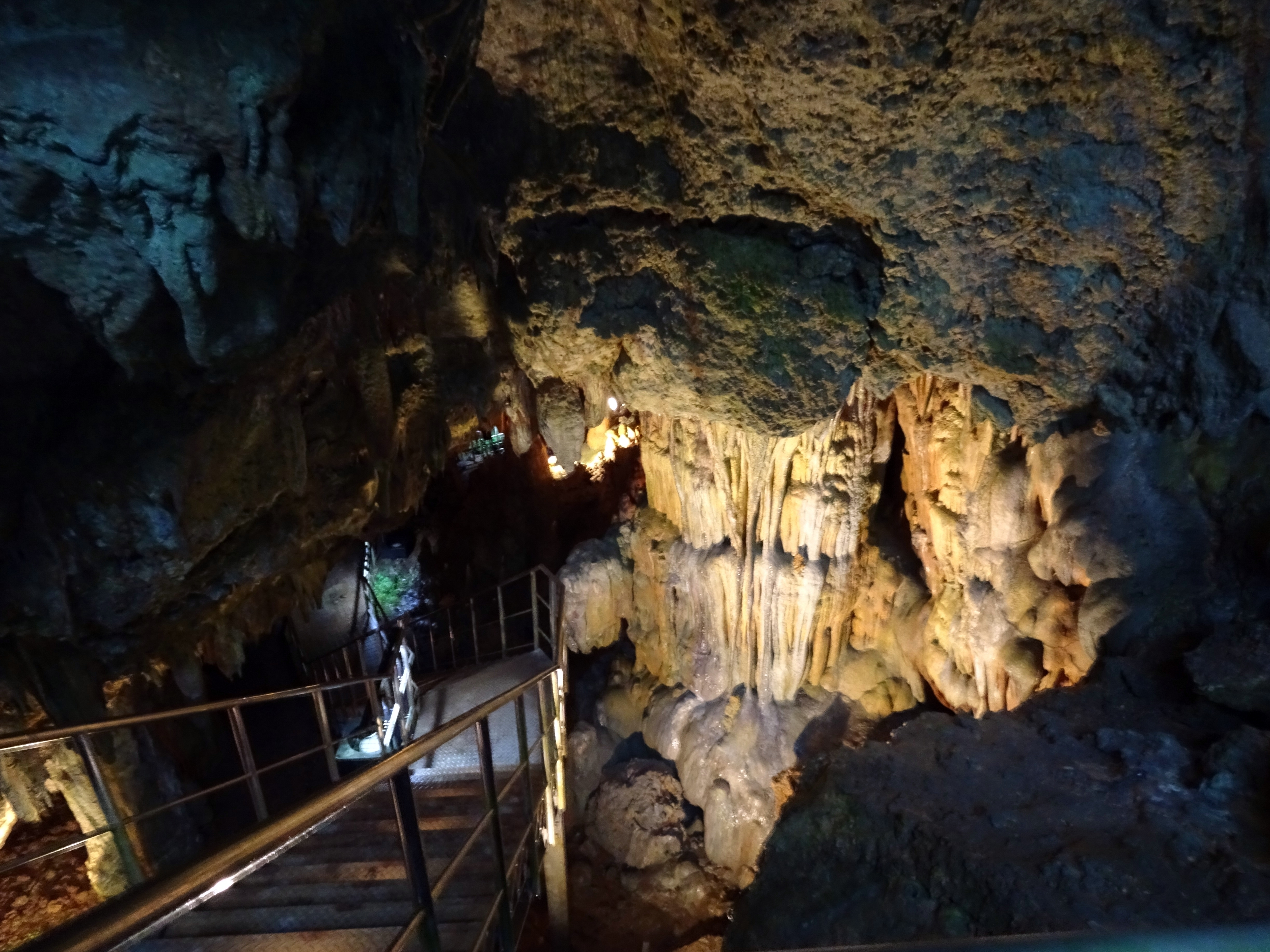
洞寺鍾乳洞の内部

- 洞寺（てら）：那覇の仏教僧侶であった雲水和尚が流刑になったとされる鍾乳洞で、和尚の頭蓋骨が祀られている。
- 塩工場
- ウーグ浜
- 真鼻岬（筆ん崎）・マハナ展望台
- モンパノキ群落 - 村指定天然記念物
- 映画『ナビィの恋』ロケ地
- ヤヒジャ海岸

## 特産品
- 粟国の塩
- 粟国の島マース

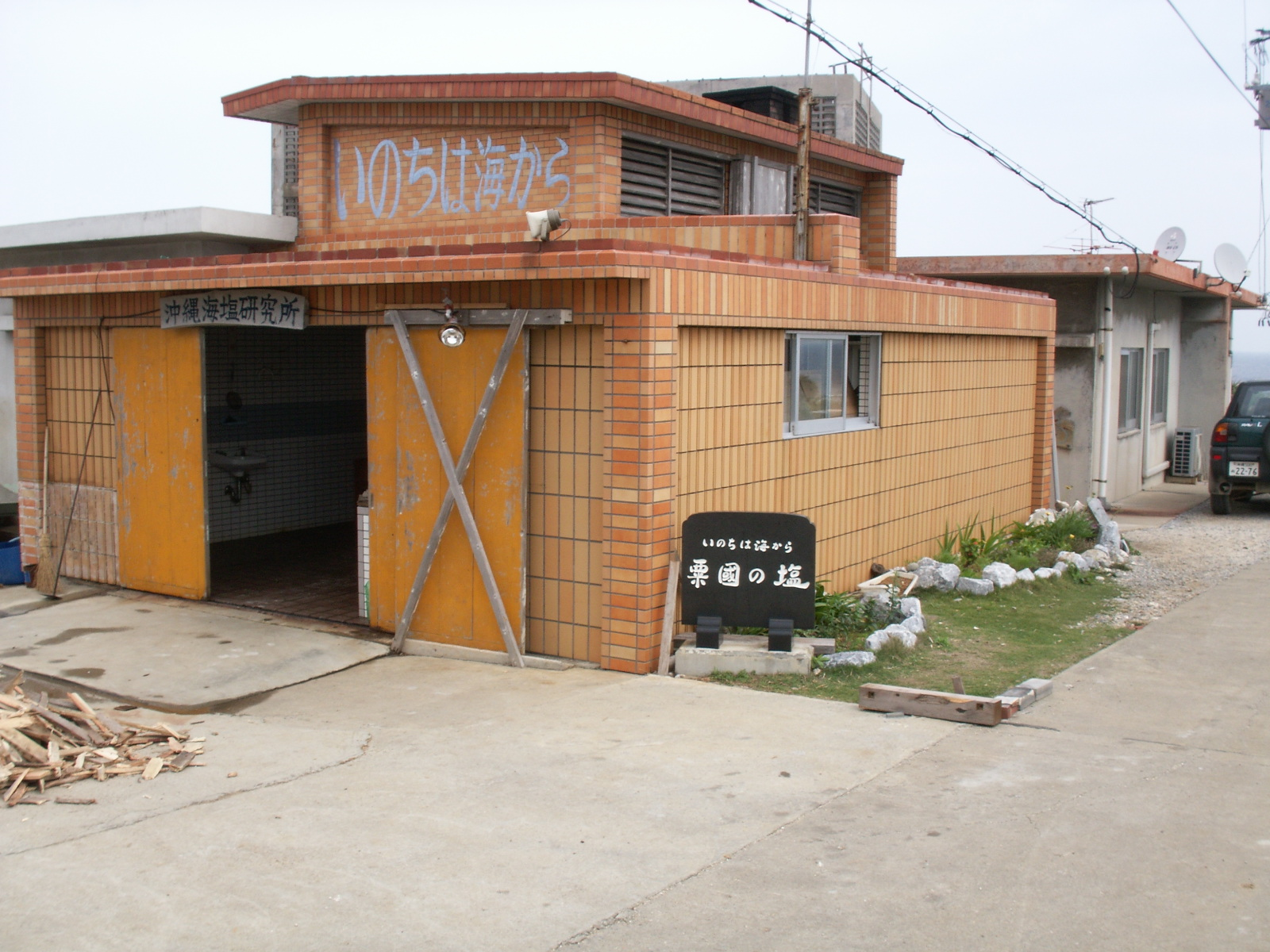
「粟国の塩」を製塩している工場

（上記2製品は製造者名・製品名共に酷似しているが、全くの別製品。）
- ソテツみそ
- アカーマーミー
- あぐにようかん
- 黒糖
- もちきび
- 玉ねぎ
- 山羊（ヤギ）：島内で放牧されている山羊はヤギ肉を得るための食用で、粟国の山羊は県内でも美味しい山羊として古くから知られている。

## ハブ
与那国島、久高島、伊是名島などと並び「ハブのいない島」とされてきたが、2017年9月2日、島北部にある産業廃棄物処理施設で全長1ｍのハブが1匹捕獲された。2023年度は8月現在で196匹が捕獲されるなど増加傾向にあるため、同年12月には粟国村議会でハブにかまれた際の医療費の補助や、住宅の石垣整備に使う補修材の支給を行うためのハブ対策条例が制定された。